# Bruno Fernandes (fotbalist născut în 1978)
Bruno João Nandinga Borges Fernandes (n. 6 noiembrie 1978, São Sebastião da Pedreira, Lisabona) este un fotbalist născut în Portugalia, dar care evoluează pentru echipa națională a statului african Guineea-Bissau. Din 2007 joacă în România, fiind pe rând legitimat la Ceahlăul Piatra Neamț, Unirea Urziceni și în sezonul 2010-2011 la FCM Târgu Mureș.

## Carieră
A debutat pentru Ceahlăul Piatra Neamț în Liga I pe 6 octombrie 2007 într-un meci câștigat împotriva echipei UTA Arad. În 2008 a fost transferat de Unirea Urziceni la cererea antrenorului Dan Petrescu, și a făcut parte din echipa campioană a României în sezonul 2008-2009. În 2010 și-a reziliat contractul cu Unirea din cauza problemelor financiare ale clubului, dar și a unor probleme de natură personală, fiind prins căsătorit cu două femei, una din Portugalia și alta din România. Din septembrie 2010 evoluează la FCM Târgu Mureș.

## Performanțe internaționale
A jucat pentru Unirea Urziceni în grupele UEFA Champions League 2009-10, contabilizând 3 meciuri în această competiție.

## Titluri
| Sezon   | Club            | Titlu  |
| ------- | --------------- | ------ |
| 2008-09 | Unirea Urziceni | Liga I |